# Neocheiridium corticum
Neocheiridium corticum es una especie de arácnido del orden Pseudoscorpionida de la familia Cheiridiidae.

## Distribución geográfica
Se encuentra en Galápagos, Argentina y Paraguay.